# Leon Leligdowicz
Leon Leligdowicz h. Dęboróg (ur. 25 kwietnia 1883 w Załanowie, zm. 31 marca 1954 w Krakowie) – podpułkownik piechoty Wojska Polskiego.

## Życiorys
Urodził się 25 kwietnia 1883 w Załanowie. W 1904 ukończył c.k. Gimnazjum w Buczaczu i zdał egzamin maturalny. Podczas I wojny światowej był oficerem Informacyjnym, od stycznia 1915 do listopada 1918 kierował ośrodkiem wywiadowczym przy jednostkach armii austro-węgierskiej.
Po odzyskaniu przez Polskę niepodległości w listopadzie 1918 wstąpił do Wojska Polskiego. Mianowany do stopnia majora piechoty ze starszeństwem z dniem 1 czerwca 1919, a następnie do stopnia podpułkownika ze starszeństwem z dniem 15 sierpnia 1924. W 1923 jako oficer nadetatowy 19 pułku piechoty ze Lwowa był kierownikiem referatu w Oddziale II Sztabu Generalnego Wojska Polskiego. W 1928 jako oficer 34 pułku piechoty pozostawał w dyspozycji Ministra Poczt i Telegrafów. W tym roku przebywał na leczeniu. Pełnił stanowisko naczelnika w Ministerstwie Poczt i Telegrafów. W 1934, jako podpułkownik rezerwy piechoty, pozostawał w Oficerskiej Kadrze Okręgowej nr 1 w ewidencji Powiatowej Komendy Uzupełnień Warszawa Miasto III.
Zmarł 31 marca 1954 w Krakowie. Został pochowany 3 kwietnia 1954 w grobowcu rodzinnym na cmentarzu Rakowickim w Krakowie (kwatera CB-płd-wsch-narożnik).

## Ordery i odznaczenia
- Krzyż Kawalerski Orderu Odrodzenia Polski (2 maja 1923)[14][12][15][16]
- Krzyż Walecznych[17][12]
- Złoty Krzyż Zasługi[12]
- Krzyż Komandorski Orderu Korony Rumunii (Rumunia, 1929)[18][12]
- Srebrny Medal Zasługi Wojskowej (Austro-Węgry, 1917)
- Brązowy Medal Zasługi Wojskowej z Mieczami (Austro-Węgry, 1915)
- Krzyż Wojskowy Karola (Austro-Węgry)
- Krzyż Pamiątkowy Mobilizacji 1912–1913 (Austro-Węgry)
- Krzyż Żelazny 2 klasy (Cesarstwo Niemieckie)